# Luiz Augusto Zanon
Luiz Augusto Zanon (São Carlos, 17 giugno 1963) è un ex cestista e allenatore di pallacanestro brasiliano.

## Carriera
Con il Brasile ha disputato due edizioni dei Campionati sudamericani (1989, 1991).
Da allenatore ha guidato il Brasile ai Campionati mondiali del 2014 e a due edizioni dei Campionati americani (2013, 2015).